# 多裂腺毛蝇子草
多裂腺毛蝇子草（学名：Silene yetii var. herbilegorum）为石竹科蝇子草属下的一个变种。